# Playa Jesuitas (Pilar de la Horadada)
La playa de Los Jesuitas es una playa de arena perteneciente a Torre de la Horadada en la provincia de Alicante (España).
Esta playa limita al norte con los acantilados y al sur con el puerto deportivo Torre Horadada y tiene una longitud de 465 m, con una amplitud de 65 m.
Se sitúa en un entorno urbano, disponiendo de acceso por calle. Cuenta con paseo marítimo y aparcamiento delimitado. Cuenta con acceso para personas con discapacidad. Es una playa balizada, con zona balizada para la salida de embarcaciones.
Esta playa cuenta con el distintivo de Bandera Azul desde 1992.